# Rørby Sogn
Rørby Sogn er et sogn i Kalundborg Provsti (Roskilde Stift).
I 1800-tallet var Rørby Sogn et selvstændigt pastorat. Det hørte til Ars Herred i Holbæk Amt. Rørby sognekommune blev ved kommunalreformen i 1970 indlemmet i Hvidebæk Kommune, der ved strukturreformen i 2007 indgik i Kalundborg Kommune.
I Rørby Sogn findes Rørby Kirke.
I sognet findes følgende autoriserede stednavne:
- Gnækkeshøj (bebyggelse)
- Græsmark (bebyggelse)
- Kærby (bebyggelse)
- Kærby By (bebyggelse, ejerlav)
- Rabenshuse (bebyggelse)
- Rørby (bebyggelse)
- Rørby By (bebyggelse, ejerlav)
- Søen (bebyggelse)
- Ugerløse (bebyggelse)
- Ugerløse By (bebyggelse, ejerlav)
- Voldbjerg (bebyggelse)